# Tropico
I tropici (dal latino tropĭcus, a sua volta dal greco antico τροπικός?, tropikós, "rotazione") sono i paralleli di latitudine 23°26'11" N e S, corrispondenti all'angolo di inclinazione dell'asse terrestre rispetto alla perpendicolare al piano dell'orbita.

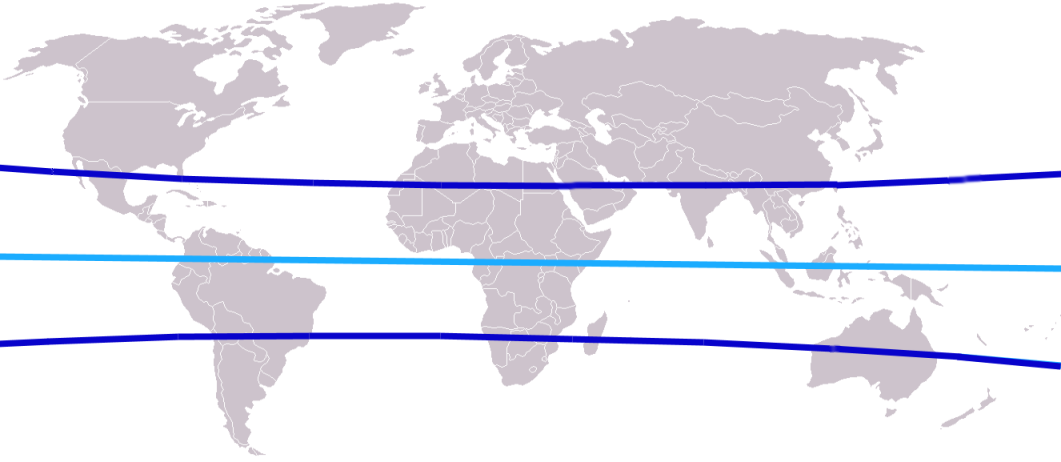
Illustrazione della posizione dei tropici sulla carta della Terra

## Descrizione
Essi rappresentano la massima latitudine, a nord e a sud dell'equatore, alla quale il sole può raggiungere il suo zenit; per entrambi gli emisferi ciò avviene in occasione dei rispettivi solstizi estivi, intorno al 21 giugno per l'emisfero nord e al 21 dicembre per l'emisfero sud.
Dal punto di vista climatico-geografico i tropici separano la fascia intertropicale da quelle temperate delle medie latitudini.
La fascia di terra tra essi compresa è detta appunto fascia torrida o fascia tropicale.
Le antiche denominazioni di Tropico del Cancro e Tropico del Capricorno per indicare rispettivamente il tropico del nord e del sud non sarebbero oggi più corrette in senso astronomico: infatti, laddove nell'antichità il Sole entrava effettivamente nella costellazione del Cancro durante il solstizio d'estate dell'emisfero boreale, e nel Capricorno in occasione dell'analogo solstizio nell'emisfero australe, oggi il Sole appare proiettato nelle vicinanze dei Gemelli a giugno, e nel Sagittario a dicembre.
Questo concetto può essere esteso ad altri corpi celesti che orbitano attorno al Sole, o ad altre stelle.

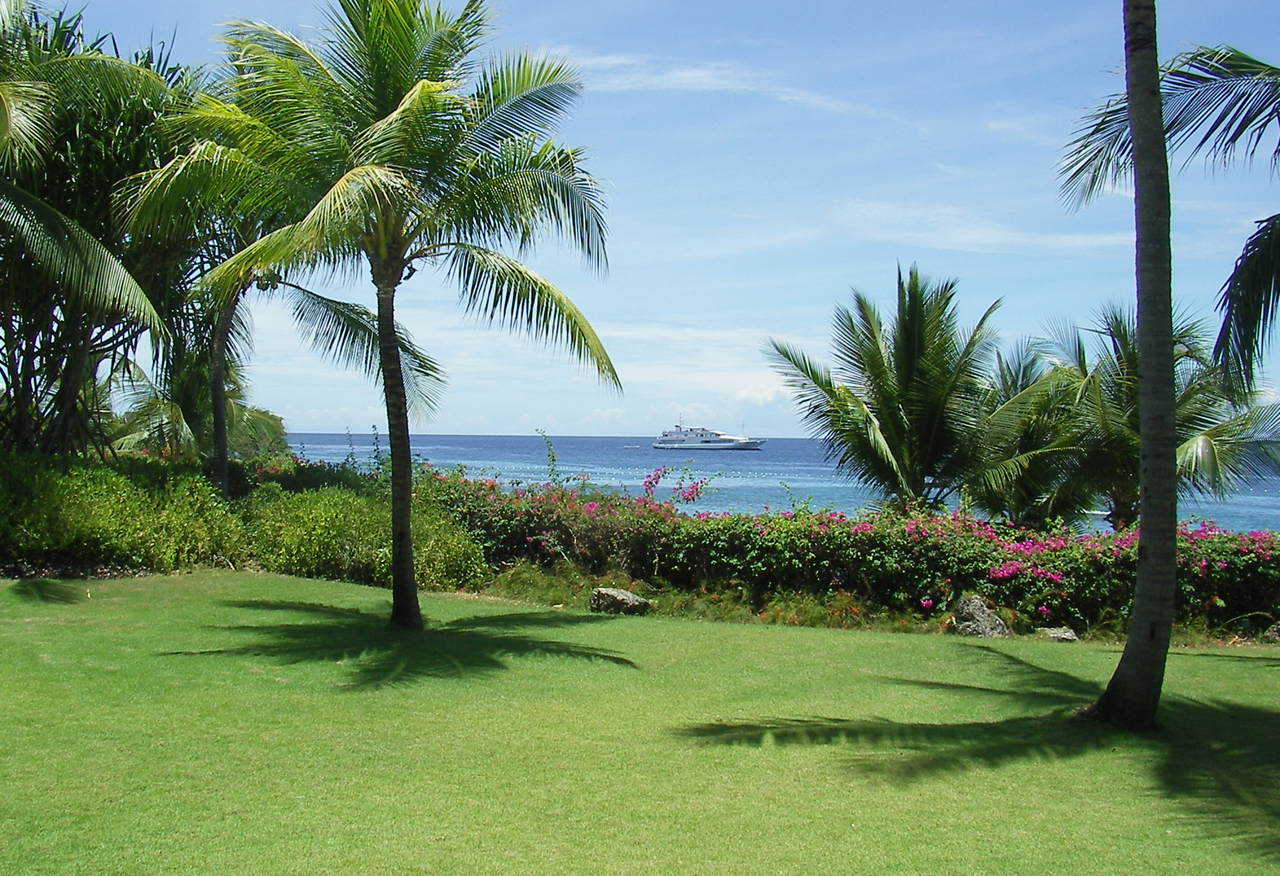
Area tropicale delle Isole Filippine

Siccome la posizione dei paralleli che delimitano i tropici è direttamente legata all'inclinazione dell'asse di rotazione, differenti saranno le posizioni stesse rispetto a differenti inclinazioni.
Nel caso di Mercurio le posizioni dei tropici saranno di appena 1° sopra e sotto l'equatore; invece su Urano saranno di 97,7°; se l'inclinazione dell'asse dovesse essere 0° il tropico risulterebbe fuso con l'equatore stesso.